# Bassanne (Fluss)
Die Bassanne ist ein Fluss in Frankreich, der im Département Gironde in der Region Nouvelle-Aquitaine verläuft. Sie entspringt an der Gemeindegrenze von Sendets und Cauvignac, entwässert zunächst generell in nördlicher Richtung, erreicht im Tal der Garonne den parallel verlaufenden Schifffahrtskanal Canal latéral à la Garonne (deutsch: Garonne-Seitenkanal) und unterquert diesen. Danach schlägt die Bassanne einen Haken nach Westen und mündet nach insgesamt rund 28 Kilometern in Castets-en-Dorthe als linker Nebenfluss in die Garonne. Nur wenige Meter daneben mündet auch der Garonne-Seitenkanal in die Garonne, die ab hier bis zur Flussmündung selbst mit Schiffen befahren werden kann.

## Orte am Fluss
(Reihenfolge in Fließrichtung)
- Sigalens
- Aillas
- Savignac
- Pondaurat
- Bassanne
- Castets-en-Dorthe